# Deir ez-Zor
Deir ez-Zur (arabsko دير الزور, armensko Ter Zor) je mesto v osrednjem delu Sirije z okoli 130.000 prebivalci. Nahaja se ob desnem bregu Evfrata, približno 450 km severovzhodno od Damaska, okoli 300 km jugovzhodno od Alepa in nekaj manj kot 150 km severozahodno od meje z Irakom pri Abu Kamalu.
Mesto je nastalo v rimskem časih, ko je bilo postojanka na trgovski poti med Rimskim imperijem in Indijo. V 3. stoletju ga je osvojila Zenobia in vključeno je bilo v palmirsko kraljestvo. Po več zaporednih osvojitvah so ga na koncu v 13. stoletju porušili Mongoli.
Današnje mesto so leta 1867 zgradili Turki. Leta 1921 so ga zasedli Francozi in ga določili za sedež velike garnizije. Leta 1946 je postalo del neodvisne Sirije. Mesto, kjer se stikajo prometne poti (med Alepom in Irakom ter Damaskom in severovzhodom države) in velja za središče trgovine s kmetijskimi pridelki iz regije, je dodaten razcvet doživelo v začetku 90. let, ko so v bližini odkrili naftna nahajališča.